# Кампуси
Кампуси (фр. Campoussy) насеље је и општина у јужној Француској у региону Лангдок-Русијон, у департману Источни Пиринеји која припада префектури Прад.
По подацима из 2011. године у општини је живело 47 становника, а густина насељености је износила 2,76 становника/km². Општина се простире на површини од 17,04 km². Налази се на средњој надморској висини од 635 метара (максималној 1.144 m, а минималној 391 m).

## Демографија
| 1962. | 1968. | 1975. | 1982. | 1990. | 1999. | 2011. |
| ----- | ----- | ----- | ----- | ----- | ----- | ----- |
| 26    | 14    | 24    | 33    | 40    | 35    | 47    |

График промене броја становника у току последњих година